# Santa Rosa Xtampak
Santa Rosa Xtampak, o simplemente Xtampak, es una zona arqueológica de la cultura maya ubicada en el municipio de Hopelchén al noreste del estado de Campeche, México. Xtampak fue una ciudad maya de la región de los Chenes que floreció durante el periodo Clásico entre los años 200 al 950 d. C., durante este periodo la ciudad fue una potencia de los Chenes llegando a dominar una parte de la región.

## Arquitectura
Santa Rosa Xtampak está conformado por varias construcciones y templos con el estilo arquitectónico maya característico de la región de los Chenes, el sitio fue edificado sobre una colina artificial planificada para formar un complejo conjunto urbano integrado por diversos patios y plazas con edificios decorados con mascarones en las fachadas y entradas representando los rostros de distintas deidades mayas, principalmente de Itzamná, los cuales se ha identificado que siguen una alineación basada en los puntos cardinales.
Palacio de Xtampak
El edificio principal del sitio es el denominado Palacio de Xtampak, un extenso edificio monumental de 3 niveles el cual cuenta con 44 habitaciones, además de escaleras al interior, una característica inusual en la arquitectura maya. Al interior del Palacio se encontraban varias tapas de bóveda decoradas con pintura mural representando la imagen del dios K'awiil, deidad maya relacionada con la abundancia y la agricultura.

## Monumentos
En Santa Rosa Xtampak se ha hecho el hallazgo de altares y estelas con inscripciones jeroglíficas y registros calendáricos representando eventos y personajes importantes del sitio. La estela 9 de Xtampak muestra a un gobernante ataviado con un traje ceremonial, orejeras y un tocado de plumas sobre un texto jeroglífico.